# Frances Apsley
Frances Apsley, född 1653, död 1727, var en engelsk hovdam och brevskrivare. Hon var hovfröken till Maria II. Innehållet i de kvarvarande breven mellan Maria och Frances ger anledning att misstänka ett lesbiskt förhållande mellan de två.

## Biografi
Frances Apsley var dotter till Sir Allen Apsley (1629–1683) och Frances Pete (1645–1698). Hennes far var falkenerare för Jakob II av England och befälhavare för Towern i London. 
Hon utnämndes vid 21 års ålder som hovfröken till Maria, som blev förälskad i henne och inledde en hemlig brevväxling med henne. Då Maria gifte sig 1678 avskedades Aspley av Marias make som ogillade deras relation. De bibehöll en brevväxling, som finns bevarad och utgör en källa till Marias liv. Korrespondensen minskade gradvis.  
I juni 1682 gifte Frances Apsley sig med Sir Benjamin Bathurst (1635–1704), godsherre i Paulerspury i Northamptonshire, ledamot av det engelska underhuset och 1688/89 guvernör för Ostindiska kompaniet.